# Alonso Vidal
Alonso Vidal Balbastro (Hermosillo, Sonora, México; 21 de enero de 1942-Ib.; 29 de mayo de 2006) fue un poeta, ensayista y escritor mexicano.

## Biografía
Alonso Vidal nació en Hermosillo, Sonora (hijo de Francisco Vidal y María de Jesús Balbastro), pero radicó la mayor parte de su vida en la ciudad fronteriza de Nogales. En 1958, regresó a su ciudad natal para realizar los estudios profesionales en la Academia de Comercio (ACES). Fue autodidacta en el ámbito de las letras y junto al poeta Abigael Bohorquéz, formó parte del grupo literario Dynamo.

## Trayectoria literaria
En 1965 Moisés Canale Rodríguez, entonces rector de la Universidad de Sonora, nombró a Vidal director de la Librería Universitaria. En septiembre de 1965 Alonso inició El Café Literario, espacio que se dedicaba a darle difusión a escritores locales y nacionales. En dicho café, se contó con las personalidades del centro del país como Carlos Monsiváis, Mauricio Magdaleno, Edmundo Valadés, Agustín Yáñez, José Revueltas, Efraín Huerta y Jaime Sabines. Entre 1968 y 1971 dirigió la sección editorial de la Universidad de Sonora.
De 1962 a 1971 fue promotor cultural y editor de varios periódicos locales. Entre 1971 y 1973 se desempeñó como funcionario y promotor cultural en los estados de Sinaloa donde trabajó en el departamento de Extensión Universitaria de la Universidad Autónoma de Sinaloa; y, en Sonora, como editor del periódico Información.

## Premios y reconocimientos
- II Juegos Florales en Empalme, Sonora
- XXXVI Juegos Florales en San Luis Potosí
- V Juegos Florales en Poza Rica, Veracruz
- IV Juegos Florales en Papantla, Veracruz
- II Juegos Florales en Celaya, Guanajuato

## Obras
- Del amor y otros incendios (poesía, 1978)
- Historia General de Sonora tomo V, segmento dedicado a la literatura en Sonora de 1929 a 1984 (ensayo, 1992)
- Poesía Sonorense Contemporánea 1930–1985 (poesía, 1985).
- De metamorfosis o la copa dorada de Donisio (poesía, 1989).
- La madriguera de los Cobra (novela, 1995)
- Poemas del amor desarraigado (poesía, 1997)
- Los nuestros. A propósito de centenarios (biografía, 1999)
- La raíz del ángel (poesía, 2001)